# 板川正吾
板川 正吾（いたがわ しょうご、1913年（大正2年）7月9日 - 2004年（平成16年）2月12日）は、日本の労働運動家、政治家。衆議院議員（6期）。

## 経歴
栃木県で生まれる。東武鉄道本社自動車局業務課次長を務めた。戦後、労働運動に加わり、東武交通労働組合中央執行委員長、東京労働金庫理事などを務めた。
1958年（昭和33年）5月、第28回衆議院議員総選挙で埼玉県第四区から立候補して当選。その後、第29回、第30回、第31回、第33回、第34回総選挙でも当選し、衆議院議員を通算六期務めた。この間、衆議院物価問題等に関する特別委員長、日本私鉄労働組合総連顧問、日本社会党商工部長、同産業貿易政策委員長、同総合エネルギー対策事務局長、同独禁法対策事務局長、同中小企業基本政策副委員長、同院内役員、同埼玉県本部委員長、同本部常任顧問、埼玉県憲法擁護県民会議代表委員などを歴任し、埼玉県中小企業商工協会名誉会長となった。
新東京国際空港（現成田国際空港）の一坪共有地の名義人の1人であった。
1988年（昭和33年）4月の春の叙勲で勲二等に叙され、旭日重光章を受章する。
2004年（平成16年）2月12日、心筋梗塞のため埼玉県越谷市の病院で死去した。90歳没。死没日をもって正四位に叙された。

## 著作
- 『官公需と建設業協同組合 : 建設業協同組合作り方の手引き』滴翠社、1978年。
- 『日本経済とエネルギー問題 : 原子力発電はなぜ危険か』総合エネルギー研究所、1981年。
- 『ソビエト・ロシアを見てきて』総合エネルギー研究所、1981年。
- 『ソビエトと帝政ロシア』商工法律センター、1984年。
- 『温故知新 : 戦後改革と東武労組』政治経済研究会正風会、1986年。
- 『大手私鉄とホテル事業 : 21世紀は「ホテル時代」』商工センター、1988年。
- 『孫子 : 名将の条件』日中出版、1992年。
- 『書簡論文集』板川正吾、1994年。

## 親族
- 子息 板川文夫 - 越谷市長[7]